# Toni Feireisl
Toni Feireisl (* 27. Januar 1984) ist ein ehemaliger deutscher Basketballspieler. Der 1,84 Meter lange Aufbauspieler bestritt drei Partien in der Basketball-Bundesliga für den Mitteldeutschen BC.

## Laufbahn
Feireisls Vater Matthias spielte mit dem SSV Einheit Weißenfels Basketball in der DDR-Oberliga. Toni Feireisl wurde in der Jugend desselben Vereins im Basketball ausgebildet und spielte zunächst auch noch Fußball bei Grün-Weiß Langendorf. Im Alter von 16 Jahren ging er für ein Jahr in die Basketball-Nachwuchsabteilung von Bayer Leverkusen und kam anschließend nach Weißenfels zurück. Feireisl gelang der Sprung ins Bundesliga-Aufgebot des Mitteldeutschen BC, für den er zwischen 2001 und 2003 dreimal in der höchsten deutschen Spielklasse sowie im europäischen Vereinswettbewerb NEBL eingesetzt wurde.
2003 wechselte er zum Zweitligisten Düsseldorf Magics und stand für die Rheinländer bis zum Ende der Saison 2003/04 auf dem Feld. In Düsseldorf warf ihn eine Verletzung zurück. In der ersten Hälfte des Spieljahres 2004/05 spielte Feireisl für die Wolfenbüttel Dukes (ebenfalls 2. Bundesliga), ehe es im Saisonverlauf zur Trennung kam.
2005/06 verstärkte der Aufbauspieler den Regionalligisten Jugend 07 Bergheim, in der Saison 2006/07 gehörte er zunächst zum Aufgebot des Regionalligisten TV Kirchheimbolanden und wechselte im Laufe der Spielzeit zum Regionalligisten Aschersleben. Von 2008 bis 2010 war Feireisl Leistungsträger des Hamburger Vereins TSG Bergedorf in der 2. Regionalliga, danach spielte er für die BG Halstenbek/Pinneberg und stieg 2012 mit der Mannschaft von der 2. in die 1. Regionalliga auf, wo er die Norddeutschen ebenfalls in der Saison 2012/13 verstärkte.
Im Sommer 2024 wurde Feireisl Spielertrainer bei der BG Hamburg-West (2. Regionalliga).